# Poliarny
Poliarny (del ruso: Поля́рный) es una ciudad cerrada y centro administrativo de la formación administrativo-territorial cerrada de Alexándrovsk en el oblast de Múrmansk, Rusia, situada en el lado occidental más externo de la bahía de Kola.
Fue conocida anteriormente como Alexandrovsk, hasta el 15 de marzo de 1926; Alexandrovskoye, hasta el 11 de marzo de 1931; y como Polyarnoye, hasta el 19 de septiembre de 1939.

## Historia
Fue fundada en 1896 con el nombre de Alexandrovsk (Алекса́ндровск) en honor al zar Alejandro III. Otras fuentes, sin embargo, indican que el nombre original era Alexandrovsk-na-Murmane (Алекса́ндровск-на-Му́рмане), llamada así por Alexandra Fyodorovna, esposa del zar Nicolás II, y no llegó a ser conocida como "Alexandrovsk" hasta más tarde.
Se le concedió el estatus de ciudad el 8 de juniojul./ 20 de junio de 1899greg.. Al mismo tiempo, Alexandrovsk se convirtió en un uyezd, por lo que el uyezd Kolsky fue renombrado como Alexandrovsky.
El 3 de mayo de 1920, el Comité Ejecutivo del vólost de Alexandrovskaya dividió el territorio del vólost en seis selsoviets, incluidas el selsoviet de Alexandrovsky con su centro administrativo en Alexandrovsk. No obstante, el Comité Ejecutivo del uyezd de Murmansky no aprobó la creación de los seis selsoviets, siendo el selsoviet de Alexandrovsky uno que no obtuvo una aprobación.
El 16 de octubre de 1925—cuando la reunión de la Comisión del Gobierno de Murmansk comenzó a trabajar en la compilación de las listas de las localidades urbanas y rurales, Murmansk, Alexandrovsk, y Kola fueron clasificados como urbanas; Sin embargo, se envió una recomendación al Comité Ejecutivo Central Panruso (VTsIK) para degradar a las dos últimas como localidades rurales debido a las condiciones económicas, la escasa población, el bajo volumen de comercio, la falta de empresas industriales y la "regresión general". El 9 de enero de 1926, la asamblea de residentes del pueblo creó el selsoviet de Alexandrovsky y el 15 de marzo de 1926, cuando el VTsIK aprobó la recomendación de degradar las ciudades, Alexandrovsk y Kola fueron re-categorizadas como localidades rurales. Al mismo tiempo, el nombre se cambió extraoficialmente a Alexandrovskoye (Александровское).[cita requerida]
El 12 de enero de 1931, El Tercer Congreso de los Soviets del distrito de Alexandrovsky emitió una resolución, renombrando el distrito "Poliarny"; al mismo tiempo, el pueblo de Alexandrovskoye fue rebautizada como Polyarnoye (Поля́рное). El 5 de marzo de 1931, el nuevo nombre del distrito fue aprobado por la comisión administrativa del Comité Ejecutivo del óblast de Leningrado, y el 11 de marzo de 1931—por su presídium. Mientras que el presídium de la VTsIK nunca dio oficialmente una aprobación final para este cambio de nombre, de facto el nombre fue cambiado.
En 1934, el Comité Ejecutivo del ókrug de Murmansk solicitó sin éxito otorgar el estatus de ciudad a Polyarnoye y renombrarla Krasnoflotsk. El estatus de la ciudad, sin embargo, no fue concedido a Polyarnoye hasta el 19 de septiembre de 1939, cuando al mismo tiempo fue renombrada Poliarny.
Por decreto del presidium del Soviet Supremo de la RSFS de Rusia del 14 de junio de 1956, Poliarny fue degradada al estatus de ciudad bajo jurisdicción del distrito, y subordinada al Distrito de Poliarny. Por el Decreto del presidium del Soviet Supremo de la RSFSR del 9 de julio de 1960, el Distrito de Poliarny fue abolido y la ciudad de Poliarny fue administrativamente subordinada a Severomorsk. Finalmente, en el presidium del Soviet Supremo del Decreto de la RSFSR del 17 de junio de 1983, la ciudad fue elevada al estatus de de ciudad bajo jurisdicción del óblast, y por la decisión del 19 de agosto de 1983 del Comité Ejecutivo del óblast de Murmansk, varias localidades habitadas previamente subordinadas a Severomorsk fueron trasladadas a él.

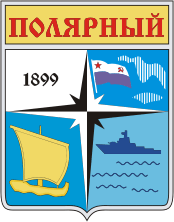
Antiguo escudo de armas de Polyarny

## Estatus municipal y administrativo
Dentro del marco de las divisiones administrativas, Poliarny funciona como el centro administrativo de la formación administrativa-territorial cerrada de Alexándrovsk—una unidad administrativa con el mismo estatus que los distritos—a la cual está subordinada directamente. Dentro del marco de las divisiones municipales, la ciudad de Poliarny es parte del okrug urbano de Alexandrovsk.

## Base Militar
El Astillero Ruso Número 10 (Shkval) está situado en Poliarny; en Occidente es más conocido por el nombre de la ciudad que por su nombre oficial. A finales de los años 50, cuando los primeros submarinos nucleares fueron entregados a la flota del Norte, se modificó el astillero para el montaje y reparación de estas embarcaciones. Cuando las naves nucleares soviéticas (y ahora rusas) son retiradas del servicio, se trasladan a Poliarny a la espera de descargarlas de combustible y desguazarlas.

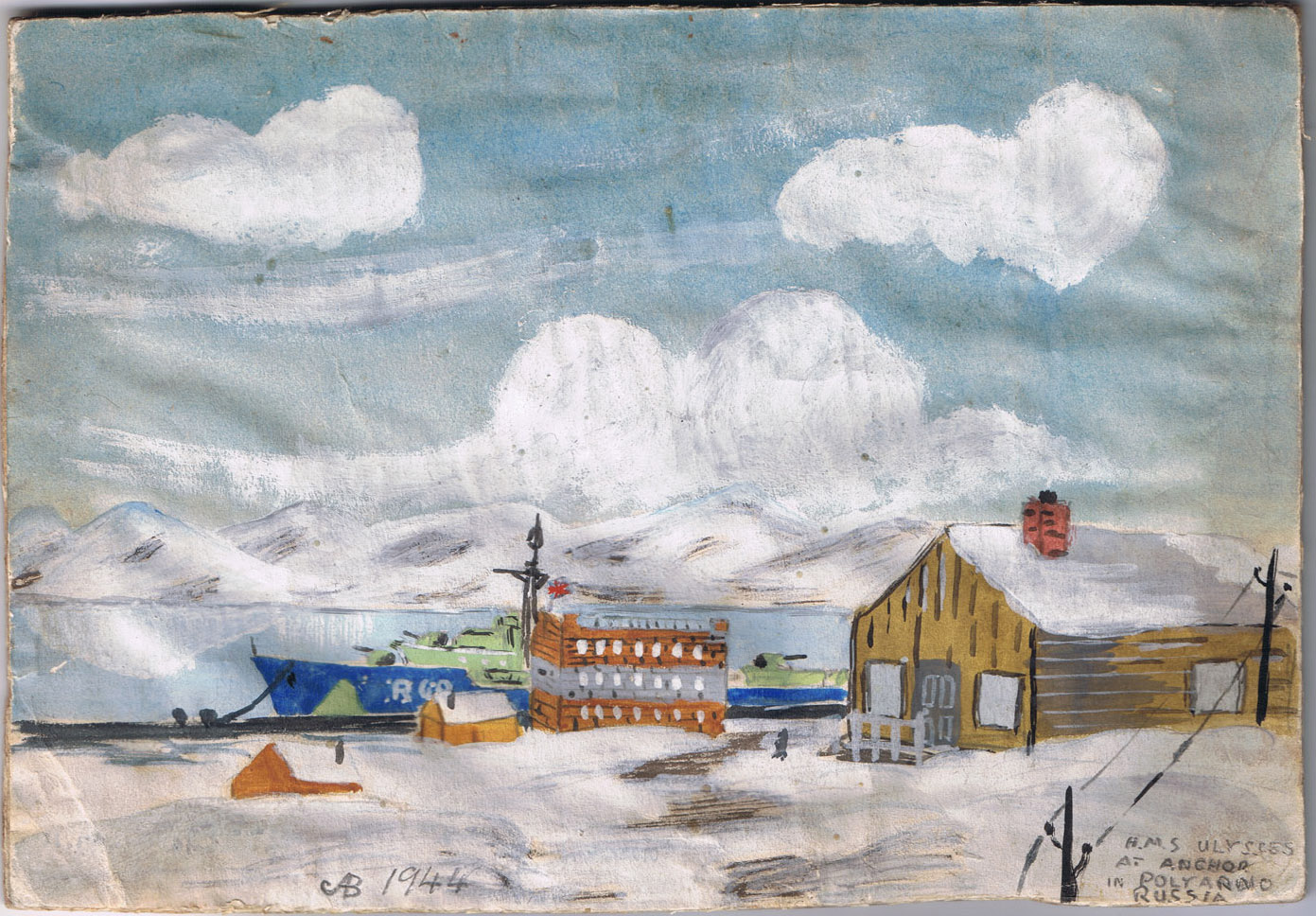
Acuarela del HMS Ulysses en "Polyarno" (Polyarny), mayo de 1944, por Arnold Barlow (tripulante). Parte de la serie de 1944 "Convoyes Árticos" abasteciendo Rusia durante la 2ª GM.

## Honores
En un decreto presidencial del 5 de mayo de 2008, se concedió a Poliarny el título de Ciudad de Gloria Militar.

## En la cultura popular
En la novela del escritor Tom Clancy La caza del Octubre Rojo, un submarino experimental clase Typhoon, la nave Octubre Rojo parte en su épica travesía desde Poliarny.
También en la película Asesino Cazador hace mención a la base en donde se gesta un golpe de estado por un general golpista.